# Guadalupe Primero
Guadalupe Primero är en ort i Mexiko.   Den ligger i kommunen Huimilpan och delstaten Querétaro Arteaga, i den centrala delen av landet, 170 km nordväst om huvudstaden Mexico City. Guadalupe Primero ligger 2 140 meter över havet och antalet invånare är 733.
Terrängen runt Guadalupe Primero är kuperad åt nordost, men åt sydväst är den platt. Terrängen runt Guadalupe Primero sluttar norrut. Runt Guadalupe Primero är det ganska tätbefolkat, med 179 invånare per kvadratkilometer. Närmaste större samhälle är Santiago de Querétaro, 14,6 km nordväst om Guadalupe Primero. I omgivningarna runt Guadalupe Primero växer huvudsakligen savannskog.